# جريش
الجَرِيْشُ أو الجَرِيْشَةُ منتج غذائي من منتجات حبوب القمح أو الحنطة المجروشة أي المطحونة طحنًا خشنًا أو المدقوقة دقًا غير ناعم وليست المطحونة كليًا. ويصنع الجريش من حبوب القمح القاسي الكاملة (الصحيحة) المقشرة غير المسلوقة، وهنا يكمن الفرق بين الجريش والبرغل، فالبرغل يختلف عن الجريش بكونه ينتج من قمح يُسلق ثم يجفف ثم يُجرش كما الجريش. يُستخدم الجريش في المطبخ العربي وخصوصاً في شبه الجزيرة العربية والعراق وبلاد الشام (الأردن، وفلسطين، وسوريا). وكان الجريش أو الجريشة يُصنع في الماضي من الشعير والقمح على حد سواء.

## التأثيل
تأتي كلمة الجريش من الفعل جَرَش، والجَرِيشُ من الحَبِّ : ما طُحنَ طَحناً خَشناً، وكذلك الجرش صوت يحدث من اكل أو دق الشيْ الخشن ومنها جاء اسم المجرشة أو الجاروشة وهي الآلة التي تدق القمح فتتركه جريشاً.

## تاريخ

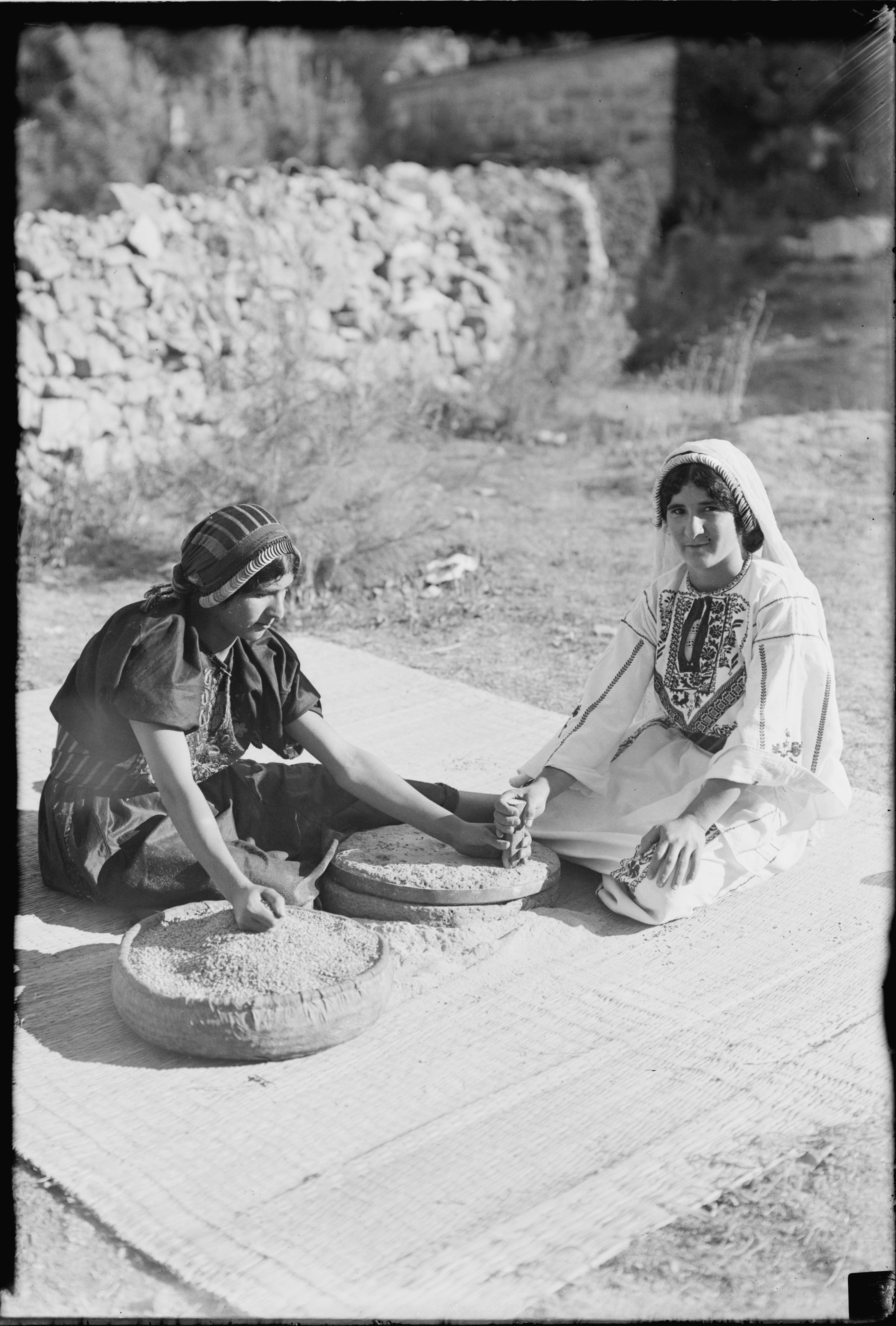
نساءٌ عربيات من فلسطين يستخدمن رحى أو مجرشة (1900 تقريباً)

يرد ذكر مادة الجريش في كتب التراث العربي. وفي التراث الشعبي، كان القمح يطحن يدوياً إما باستخدام الرحى أو المجرشة (الجاروشة). والمَجْرَشَةُ اليَدَويَة شبيهة بالرحى الحجريَّة إلا أن قرصها الدائري من حجرتين لا تتطابقان تمام المطابقة، فالمجرشة تكون عادة خشنه السطح أما الرحى فتكون ملساء أو يوضع بين خرزتي الرحى قطعة خشبيـة ترفعها عن بعض وهي تجرش الحبوب ولا تحولها إلى طحين. وبالإضافة للمجرشة، كانت النساء يستخدمن الهاون، أي المِهْرَازِ، لدق القمح وجرشه. أما لغايات الإنتاج الكبير، حيث البيادر أو الجرن، فكان الناس يستخدمون جاروشة كبيرة من حجرين كبيرين متعامدين تُدار بقوة الإنسان أو الحيوانات. في وقتنا الحالي، تستخدم الآلات لجرش القمح وإنتاج الجريش.
ببعض اللهجات العربية، وخصوصاً في تونس، تستخدم كلمة الجاروشة رديفاً لكلمة النورج وهي تلك الآلة دَرسِ القمح التي يجرها حصانٌ لفصل حبوب القمح عن سنبلاته حيث تربط قطعة مسطحة كبيرة من الخشب خلف الدابة ويقف عليها شخص لإعطائها الثقل ويتم الدوران حول البيدر حتى ينجز العمل.

## أطباق الجريش
لعل من أشهر الأطباق طبق الجَريش في الجزيرة العربية (خصوصاً السعودية) والأردن وفلسطين وجنوب العراق. وفي السعودية، تشتهر منطقة نجد بطبق الجريش الذي يُصنع عادة من جريش القمح المسمى باللقيمي وهو صنف ممتاز من جريش القمح.
ببعض الأماكن أخذ الأرز مكان الجريش بالكثير من الأطباق. مثلاً، في الأردن كان الناس يستخدمون الجريش فقط في إعداد طبق المنسف قبل شيوع استخدام الأرز، وإن كانَ الأرز حلَّ محل الجريش والبرغل لرخص ثمنه، وحين يستخدم الجريش في المنسف في الأردن يسمى أحياناً باسم منسف العيش. ويستخدم الجريش لنفس استخدامات الأرز ببعض الأطباق في فلسطين وسيناء.

### طبق الجريش

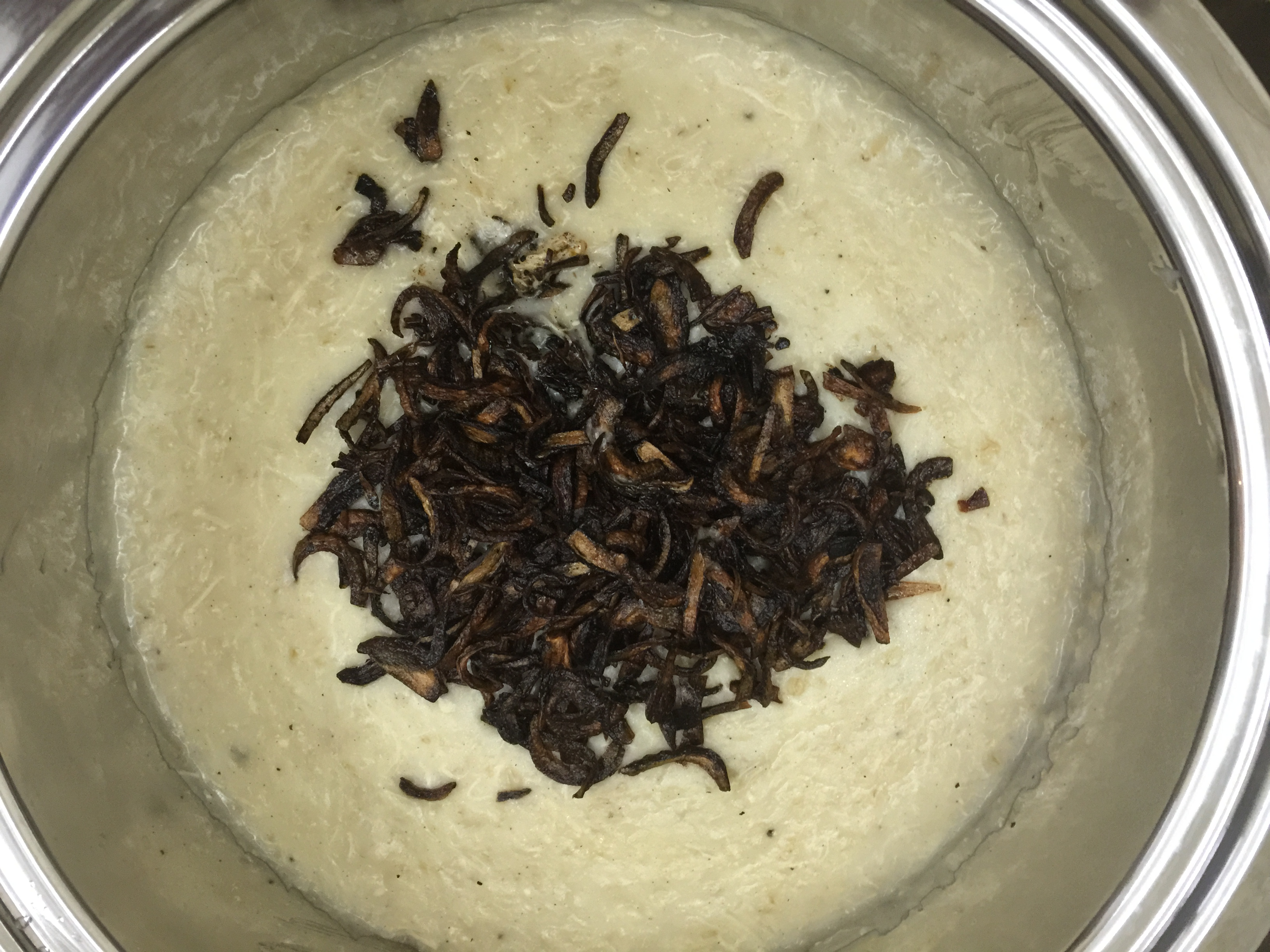
طبق الجريش

الجريش أكلة سعودية شعبية، تشتهر بها منطقة نجد وطريقة طبخها تبدأ بتحضيرها من القمح الصلب المكسر المعروف شعبياً بـ اللقيمي يضاف القمح اللقيمي المجروش أو المكسر لا المطحون إلى مرقة اللحم والكمون وتركه على نار هادئة لمدة طويلة حتى يصبح مثل الهريسة وإضافة اللبن اليه وتقديمه ساخناً والبعض يفضل إضافة الزبد فوقه أو السمن البري. في فلسطين، وخصوصا في مناطق الخليل، يتم تناول هذه الأكلة في صباحات الأعراس، إذ تعتبر وجبة فطور لاهل العرس.
يصنع طبق الجريش من لحم غنم أو دجاج، والجريش مادة المقال، وملح، وزيت أو سمنة، ولبن رايب، وكمون، وبصل. ويقلى البصل مع الدجاج، ويوضع عليه الملح، ينقى الجريش ويوضع على المقادير بعد إخراج الدجاج بعد النضج، يترك على نار خفيفه ويضاف علية اللبن ويترك حتى ينضج وتوضع رشة من الكمون
للتزيين: بصل يحمر في الزيت حتى يحمر ويوضع على الوجه مع الزبدة أو السمن البرى.

## تنبيه صحي لمرضى الحساسية الغلوتينية
لكون الجريش منتج من منتجات القمح، فيحذر تناوله لمن لديهم حساسية من الغلوتن